# Reutte (huyện)
Huyện Reutte là một huyện hành chính (Bezirk) ở Tirol, Áo. Huyện này giáp Bavaria (Đức) về phía bắc, các huyện Imst và Landeck về phía nam, và Bregenz và Bludenz (cả hai thuộc Vorarlberg) về phía tây.
Huyện này có diện tích 1.236,82 km², với dân số 31.584 (15 tháng 5 năm 2001), và mật độ dân số 26 người trên mỗi km². Trung tâm hành chính là Reutte.
| Năm    | 1869  | 1880  | 1890  | 1900  | 1910  | 1923  | 1934  | 1939  | 1951  | 1961  | 1971  | 1981  | 1991  |
| ------ | ----- | ----- | ----- | ----- | ----- | ----- | ----- | ----- | ----- | ----- | ----- | ----- | ----- |
| Dân số | 17066 | 16613 | 15949 | 15636 | 16359 | 15827 | 17602 | 17952 | 20901 | 22489 | 26068 | 27370 | 29140 |

- Nguồn: Statistik Austria

## Phân chia hành chính

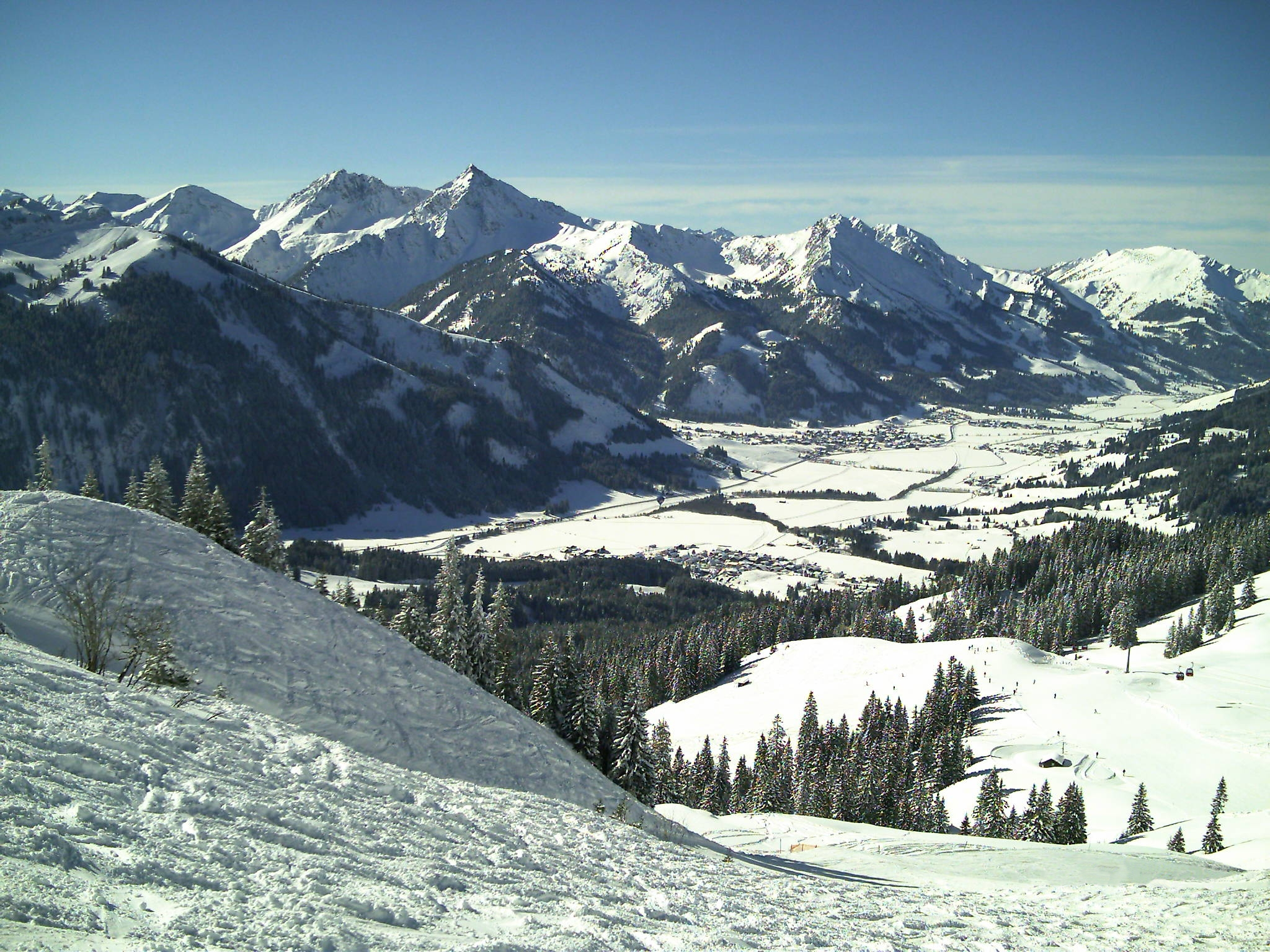
View on Tannheim in Tyrol

The 37 đô thị của huyện này:
- Bach
- Berwang
- Biberwier
- Bichlbach
- Breitenwang
- Ehenbichl
- Ehrwald
- Elbigenalp
- Elmen
- Forchach
- Grän
- Gramais
- Häselgehr
- Heiterwang
- Hinterhornbach
- Höfen
- Holzgau
- Jungholz
- Kaisers
- Lechaschau
- Lermoos
- Musau
- Namlos
- Nesselwängle
- Pfafflar
- Pflach
- Pinswang
- Reutte
- Schattwald
- Stanzach
- Steeg
- Tannheim
- Vils
- Vorderhornbach
- Wängle
- Weißenbach am Lech
- Zöblen

| edit      | Các thành phố và huyện (Bezirke) của bang Tirol | Các thành phố và huyện (Bezirke) của bang Tirol                                                   | Flag of Austria |
| Tyrol map | Tyrol map                                       | Innsbruck Imst \| Innsbruck-Land \| Kitzbühel \| Kufstein \| Landeck \| Lienz \| Reutte \| Schwaz |                 |

Bản mẫu:Huyện của Áo